# José María Bustillo
José María Bustillo (Buenos Aires, 19 de octubre de 1816 - íd., 27 de mayo de 1910) fue un militar que alcanzó el grado de general y político argentino. 
Su hijo, el abogado José María Bustillo (1852-1931), siendo auditor de guerra y marina, redactó el primer Código de Justicia Militar argentino, vigente desde 1898.

## Biografía
Era hijo de un oficial de milicias que había luchado contra las invasiones inglesas. En su juventud fue un funcionario judicial que desempeñó comisiones en el Interior y en el Alto Perú. Más tarde trabajó como empleado de la administración de correos durante el gobierno de Juan Manuel de Rosas. En 1839, su hermano José Manuel participó en la conspiración del coronel Ramón Maza contra el gobernador Juan Manuel de Rosas, por lo que fue perseguido por la Mazorca y arrestado junto a su hermano.
Huyó a Montevideo, Uruguay, en el mismo barco que el general Paz y se incorporó al ejército de Juan Lavalle en Entre Ríos. Participó en la Batalla de Sauce Grande y pasó a la provincia de Corrientes con el general Paz; participó en la campaña de 1842 y luchó en la Batalla de Caaguazú, que dio la preponderancia brevemente a los unitarios. Mientras tanto, su hermano José Manuel murió en combate en la Batalla de Quebracho Herrado.
Acompañó a Paz a Entre Ríos, y cuando fue expulsado de allí lo acompañó de regreso a Montevideo. Participó en la defensa de la ciudad contra el sitio impuesto por el general Manuel Oribe como segundo de su cuñado, el general César Díaz, al frente de un regimiento de negros libertos. En 1846 regresó a Corrientes, donde acompañó al general Paz. Regresó a Montevideo cuando fracasó la conspiración de Paz contra el gobernador Joaquín Madariaga.
Se unió al Ejército Grande de Justo José de Urquiza y participó en la Batalla de Caseros. Después de la misma, ya con el grado de coronel, se hizo cargo de la Compañía de Granaderos del segundo batallón, y al mismo tiempo fue diputado del Congreso de dicho año. Posteriormente del 1.er Batallón del 2.º Regimiento de Buenos Aires, durante la época de la secesión de la Provincia de Buenos Aires. A su vez, fue elegido convencional constituyente en 1854, para la sanción de la Constitución de la Provincia de Buenos Aires.
Luchó en las filas del Estado de Buenos Aires en las batallas de Cepeda (1859) y Pavón (1861). Tomó parte en la Guerra de la Triple Alianza, comandando la 1.ª División del regimiento Nro 2 de G. N. entre 1865 y 1867. Combatió en Estero Bellaco, Tuyutí, y Curupaytí.
En 1868 fue designado por el entonces presidente Domingo Faustino Sarmiento presidente de la junta de sanidad. Poco después fue nombrado capitán de todos los puertos de la Nación, y comandante militar de la isla Martín García. Desde ese lugar participó en la represión de la Revolución de 1874, actuando decididamente para evitar que los marinos se pasaran a los revolucionarios.
Fue diputado nacional durante el gobierno de Nicolás Avellaneda, y tuvo una importante participación en la política de acuerdos entre el gobernante Partido Autonomista Nacional y el partido del expresidente Bartolomé Mitre. Considerado un intermedio entre ambos bandos, fue presidente de la mesa directiva del acuerdo.
En 1880 – rota la convivencia entre los partidos – apoyó la candidatura presidencial de Julio Argentino Roca. Tras la Revolución de 1880, el 1 de septiembre de ese año asumió como interventor federal de la Provincia de Buenos Aires, nombrado por el presidente Avellaneda en reemplazo del renunciante José María Moreno. Dejó el mando al interventor federal nombrado por el presidente Roca – aún antes de su asunción del cargo – Juan José Romero, el 11 de octubre de ese año. Durante su mandato se produjo la federalización de Buenos Aires.
Durante los años siguientes fue presidente del Club del Progreso y presidente del Consejo Superior de Guerra. Apoyó incondicionalmente la política de Roca y fue elegido diputado nacional desde 1886 hasta 1894. Durante sus últimos años, colaboró con los historiadores y periodistas que lo consultaban por su prodigiosa memoria. Según Martín V. Lescano, había sido uno de los fundadores de la Sociedad La Joven Generación Argentina, del Club de los Cincos, y de la Logia Juan-Juan, lo que hacía especialmente valiosa su colaboración por la participación en asociaciones secretas.
Pasó a retiro militar en 1895, con el grado de general de división, y falleció en Buenos Aires, en 1910, a los 93 años. Su nieto, también llamado José María Bustillo (1884 - 1974), fue un importante ingeniero agrónomo. También se destacó su nieto el arquitecto Alejandro Bustillo.